# 欢腾的小凉河
《欢腾的小凉河》是由刘琼、沈耀庭导演，马昌钰主演，上海电影制片厂摄制于1976年的一部电影。粉碎四人帮后被列为“阴谋电影”。是为了進行批邓反击右倾翻案风的鬥爭而专门拍摄的农村题材电影，内容反映的是周昌林和白漢成围绕反擊右傾翻案風的社會化大生產貧農路線还是“賣身契”、“富了又富”的小生產富農復辟倒退路線而展开的兩條路線針鋒相對的鬥爭，其中夏副主任扮演走资派，形象、台词、神态和作派反映了邓小平及其推行的所謂“三項指示為綱”和“全面整顿”。